# Tusschenloegen
Tusschenloegen, également orthographié Tussenloegen, est un hameau qui fait partie de la commune de Midden-Groningue dans la province néerlandaise de Groningue. Le hameau est situé sur le Meedenerdiep.